# Hof in der Neblau
Der Hof in der Neblau war ein Grazer Edelhof, der in der Karlauerstraße stand. Seine Geschichte geht bis auf das 12. Jahrhundert zurück, nach 1721 wurde an seiner Stelle eine Geschirrfabrik errichtet. Heute befindet sich dort eine Polizeidirektion.

## Geschichte
Der Edelhof war wahrscheinlich ursprünglich ein Meierhof der Eppensteiner, der jedoch schon im 12. Jahrhundert Wehrcharakter erhalten haben dürfte. Um 1103 ging das Gut von den Eppensteinern an das Stift St. Lambrecht und wurde wahrscheinlich von Dienstmannen des Stiftes als Adelssitz genutzt, so vom 1172 genannten Wichmann von Tobel. Im 13. Jahrhundert war das Anwesen als der Hof zu Obertobel bekannt, es verlor jedoch im 14. Jahrhundert seine Bedeutung als Adelssitz und wurde an einige Grazer Bürger zum Kaufrecht verliehen. Ab dem 15. Jahrhundert diente das Anwesen wieder als Adelssitz, es wurde jedoch 1506 als Hof in der Neblau an den Grazer Bürger M. Harrer verkauft. Dessen Sohn verkaufte den Hof an Vinzenz Senftenberg, der ihn Senftenberghof nannte. Seine Witwe übergab das Anwesen ihrem zweiten Mann Ulrich Vogl als freies Eigen.
1577 kaufte Ferdinand Georg Freiherr von Khevenhüller Ulrich Vogl den Hof ab. 1598 kam das Anwesen an den landesfürstlichen Kammerdiener Ciriak Schröckinger, der es im Jahr 1606 mit Georg Goldschmidtitsch gegen dessen Hof am Graben eintauschte. Noch im selben Jahr wurde es von Erzherzog Ferdinand erworben, um seinen Falknern eine Unterkunft zu bieten. 1721 wurde das seinerzeit Falkenhof genannte Anwesen von Kaiser Karl VI. an Franz Huber verkauft, der an dieser Stelle eine Geschirrfabrik errichtete. Heute befindet sich an dieser Stelle eine Polizeidirektion.

## Nachweise
- Robert Baravalle: Burgen und Schlösser der Steiermark. Leykam, Graz 1995, ISBN 3-7011-7323-0, S. 28–29 (Nachdruck von 1961).

Koordinaten: 47° 3′ 47,2″ N, 15° 25′ 49,7″ O